# یی‌وانگ
شهر یی‌وانگ (به کره‌ای: 의왕) (به انگلیسی: Uiwang) با جمعیت  ۱۴۳٫۹۸۷  نفر در ایالت  گیونگی-دو در کشور کره‌جنوبی واقع شده‌است.